# Lijst van golfers uit Frankrijk
De lijst van golfers uit Frankrijk geeft een overzicht van Franse golfspelers, maar pretendeert niet volledig te zijn.  
Eind 2010 staan drie Franse spelers in de top 60 van de Race To Dubai: Grégory Bourdy (59), Grégory Havret (25), Raphaël Jacquelin (42). Philippe Dugeny, Marc Farry, Jean Pierre Sallat en Géry Watine spelen op de Europese Senior Tour.

## Professional
| Mannen B - Adrien Bernadet - Jean-Nicolas Billot - Grégory Bourdy (1982) - Auguste Boyer (?-?) - Christophe Brazillier C - Vincent Cachera (1987) - François Calmels (1981) - Eric Chaudouet (1978) - Christian Cévaër (1970) D - Marcel Dallemagne (?-?) - Olivier David - François Delamontagne (1979) - Edouard Dubois (1989) - Victor Dubuisson (1990) E - Olivier Edmond (1970) - Pascal Edmond (1972?) F - Marc Farry (1959) | G - Jean Garaialde (1934) - Jean Gassiat (1883-1946) - Richard Gillot (1975) - Eric Giraud (1969) - Jean-Baptiste Gonnet (1982) - Julien Guerrier (1985) H - Grégory Havret (1976) - Benjamin Hebert (1987) J - Raphaël Jacquelin (1974) K - Alexandre Kaleka L - Eugène Lafitte (?-?) - Thomas Levet (1968) - Michaël Lorenzo-Vera (1985) - Jean-François Lucquin (1978) M - Arnaud Massy (1877-1950) | N - Dominique Nouailhac (1970) P - Damien Perrier (1989) Q - Julien Quesne (1980) R - Jean François Remesy (1964) - Victor Riu - Edouard Russo S - Jean Pierre Sallat (1955) - Anthony Snobeck T - Benoit Teilleria (1973) - Rudy Thuillier (1983) V - Matthieu Van Hauwe (1978) - Jean van de Velde (1966) W - Géry Watine (1953) - Romain Wattel (1991) | Vrouwen A - Caroline Afonso - Stéphanie Arricau I - Karine Icher K - Cassandra Kirkland L - Catherine Lacoste - Virginie Lagoutte - Marie-Laure de Lorenzi M - Valérie Michaud N - Gwladys Nocera |

## Amateur
Johann Lopez Lazaro, Alexander Levy en Romain Wattel en wonnen in 2010 de Eisenhower Trophy, het wereldkampioenschap voor amateurs.